# New York City Board of Transportation
Le New York City Board of Transportation ou le Board of Transportation of the City of New York (NYCBOT ou BOT) était une commission de transport urbain et un opérateur de la ville de New York, composé de trois membres nommés par le maire. Elle a été créée en 1924 pour contrôler le service de transport public appartenant à la ville et exploité par celle-ci dans le cadre du système de transport de la ville de New York. L'agence a supervisé la construction et l'exploitation du système de métro municipal indépendant (IND), qui a été construit peu après la charte de la commission. Le BOT a ensuite présidé les principaux transferts de transport public du contrôle privé au contrôle municipal qui ont eu lieu dans les années 1940, y compris l'unification du métro de la ville de New York en 1940. En 1953, le Conseil a été dissous et remplacé par la New York City Transit Authority, gérée par l'État, qui fait maintenant partie de la Metropolitan Transportation Authority (MTA).

## Histoire

### Contexte
En 1874, l'assemblée législative de l'État de New York a adopté une loi permettant la création d'une commission de transport rapide dans la ville de New York, commission créée en 1875,. Cette dernière a tracé des lignes ferroviaires aériennes qui seraient construites par des sociétés privées, mais n'a pas prévu de lignes souterraines. En 1889, le maire Hugh J. Grant a créé une commission de transport rapide composée de cinq membres pour tracer les lignes dans la ville. En 1891, la législature de l'État a adopté la loi sur le transport rapide, permettant au gouvernement de la ville de New York et de toutes les villes de plus d'un million d'habitants de créer un conseil de « commissaires des chemins de fer à transit rapide », qui allait dicter l'expansion des installations de transport rapideans la ville,,,. Le gouvernement pourrait émettre des obligations afin de financer les transports en commun rapides de la ville. Cette année-là, un conseil de cinq membres a été créé pour la ville, appelé le Board of Rapid Transit Railroad Commissioners. Le conseil a reçu des offres pour une ligne de métro municipal, mais aucune n'a été retenue,. Le conseil a été aboli en 1894 par la législature de l'État en raison de son incapacité à créer une ligne de métro. Il a été remplacé par un nouveau conseil dont les membres comprenaient le maire de la ville de New York. Cette année-là, le gouvernement de la ville de New York a organisé un référendum déclarant que les futures lignes de transport rapide devraient être exploitées par les municipalités, par opposition à l'octroi de franchises à des opérateurs privés. Malgré cela, les premières lignes de métro à exploiter dans la ville - le premier métro ouvert en 1904 et la première partie de la boucle de Centre Street vers Essex Street ouverte en 1908 - ont été exploitées par des opérateurs privés, respectivement par l'Interborough Rapid Transit Company (IRT) et la Brooklyn Rapid Transit Company (BRT),,. La commission de transport initiale des années 1890 a été remplacée en 1907 par la New York Public Service Commission (en) (PSC). Cette agence devait superviser l'expansion du métro Dual Contracts, qui a conduit à la construction de nouvelles lignes pour l'IRT et la BRT,,.

### Création et unification du métro
Jusqu'en 1924, les actions municipales en matière de transport public provenaient principalement d'organismes contrôlés par l'État, notamment les commissions de transport rapide de 1891 et 1894, le PSC, et plus récemment la New York State Transit Commission qui a été créée en mars 1921. Après la création de la Commission de transit de l'État et la réélection d'Al Smith au poste de gouverneur de New York en 1922, le maire de l'époque, John Francis Hylan, et les futurs maires Jimmy Walker (alors sénateur de l'État) et John P. O'Brien (conseiller juridique de la ville) ont cherché à créer une commission de transit contrôlée par la ville. Hylan avait été à la fois un opposant à l'exploitation privée des transports en commun, en particulier celle de la Brooklyn-Manhattan Transit Corporation (BMT ; le successeur de la BRT), et un opposant politique à Smith. Hylan avait également ses propres plans pour un système de métro exploité par la ville,.
En 1924, le New York City Board of Transportation a été créé par le New York City Board of Estimate à la suite d'un projet de loi adopté par l'assemblée législative de l'État de New York. Le Board of Transportation serait chargé de cartographier et de construire de nouvelles lignes de transport rapide, en exerçant les pouvoirs dictés par la loi de 1891 sur le transport rapide, tandis que la State Transit Commission continuerait à superviser les systèmes exploités par le secteur privé,,,,. Le projet de loi est resté bloqué à l'Assemblée d'État pendant deux ans jusqu'à ce qu'un projet de compromis soit présenté en février 1924 et adopté le 11 avril de la même année. Le gouverneur Smith a signé le projet de loi le 2 mai, et le BOT a pris le pouvoir le 1er juin,. Le premier président du conseil était John Hanlon Delaney, l'un des principaux conseillers de Hylan, qui était le commissaire chargé de la construction du transit depuis 1919,. Le 9 décembre 1924, le BOT publiait les plans initiaux de ce qui allait devenir l'Independant Subway System (IND), basés en grande partie sur les plans du maire Hylan,. La première ligne de métro IND et la ligne principale du système, la ligne IND de la Huitième Avenue, ont été inaugurées le 14 mars 1925 et ont été mises en service le 10 septembre 1932,. Le 29 août 1929, le BOT a publié ses premiers grands plans pour l'expansion du système appartenant à la ville, toujours en construction,. Une révision de cette proposition a été publiée presque dix ans plus tard, le 5 juillet 1939. Ces plans seront plus tard appelés le second système IND, et resteront en grande partie non construits en raison de la Grande Dépression et de la Seconde Guerre mondiale,,.
À partir du 1er juin 1940, sous l'administration municipale de Fiorello H. La Guardia, le Board of Transportation a repris les actifs de l'IRT et du BMT pour les opérations municipales dans le cadre d'un événement appelé unification (en). Cet événement a placé les trois réseaux de transport rapide - IRT, BMT, IND - sous la responsabilité d'un seul opérateur. Le BOT a également hérité du vaste réseau de transport de surface du BMT à Brooklyn et dans le Queens, qui consistait principalement en des lignes de tramways ainsi que quelques lignes de trolleybus électriques et d'autobus à moteur diesel. Le BOT a procédé à la fermeture des lignes surélevées de la Deuxième et de la Neuvième Avenue exploitées par l'IRT à Manhattan, et des lignes surélevées des Troisième et Cinquième Avenue exploitées par le BMT à Brooklyn. Le 15 décembre 1940, la deuxième ligne principale de l'IND à Manhattan - la ligne IND de la Sixième Avenue - est achevée. En 1941, le BOT a commencé à motoriser les anciennes lignes de tramways BMT à Brooklyn et dans le Queens pour en faire des lignes de bus diesel ou des lignes de trolleybus,,. La poursuite de la motorisation des lignes de surface et l'achèvement du système IND ont cependant été retardés en raison de la Seconde Guerre mondiale,. L'unification a fait du Board of Transportation le plus grand opérateur de transport public en Amérique du Nord, en plus d'être l'un des rares systèmes appartenant au secteur public à l'époque.
Après la fin de la Seconde Guerre mondiale, le BOT a repris la construction du métro. Le 23 février 1947, le Board of Transportation a repris les lignes d'autobus de l'Isle Transportation à Staten Island. Le 30 mars 1947, le BOT reprit la North Shore Bus Company (en) dans le Queens. Les deux compagnies ne pouvaient pas fonctionner avec le tarif obligatoire de cinq cents et firent faillite. Cela donna à la ville le contrôle de la majorité des transports de surface à Brooklyn, Queens et Staten Island. Elle a également créé trois divisions distinctes de transport de surface : la division des autobus et des trolleybus de Brooklyn, la division des autobus de Staten Island et la division des autobus du Queens,,,,,. Le 24 septembre 1948, le BOT a racheté la East Side Omnibus Corporation et la Comprehensive Omnibus Corporation à Manhattan,. À cette époque, le BOT a repris les lignes de trolleybus motorisés et a procédé à la construction de nouvelles installations de stockage et de réparation. Il a également acheté de nouveaux bus, pour remplacer soit les tramways, soit les bus délabrés hérités des opérateurs privés,,.

### Déclin

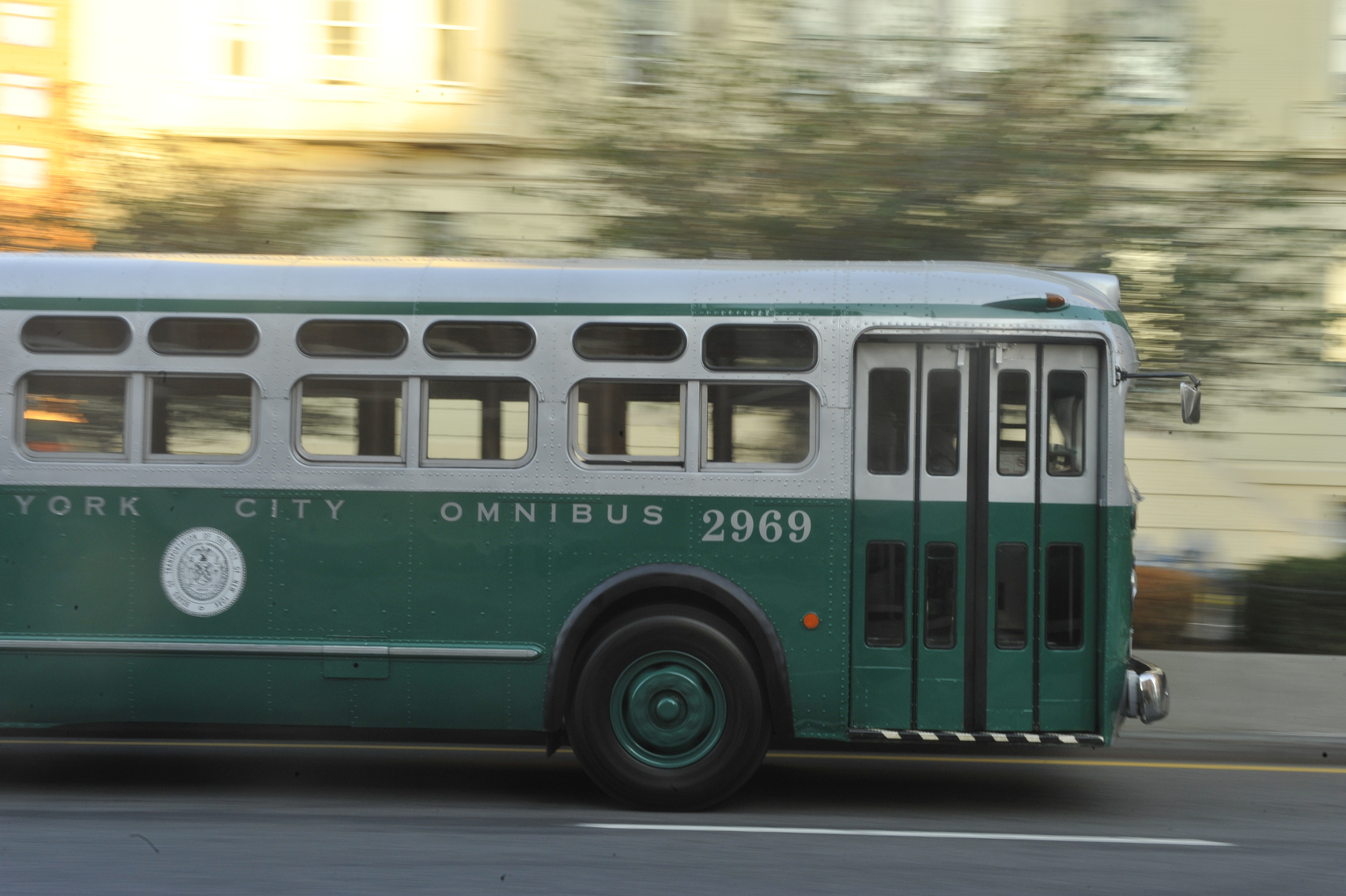
Un bus de transport en commun "à l'ancienne" de GM portant le schéma de couleurs vert et blanc original du Board of Transportation, et un logo BOT circulaire blanc. La palette de couleurs serait héritée par l'autorité de transport.

Après un excédent d'exploitation artificiel pendant la Seconde Guerre mondiale, dû aux rationnements de gaz et de caoutchouc qui ont entraîné une augmentation de l'utilisation des transports en commun,, le Board of Transportation a connu son premier déficit d'exploitation en 1947, s'élevant à 18 millions de dollars US,. Le 30 mars 1948, le gouverneur Thomas E. Dewey a signé une loi permettant au BOT d'augmenter les tarifs avec l'approbation du maire de la ville de New York. Le 1er juillet 1948, le Board of Transportation a augmenté le tarif de son système de transport rapide de cinq à dix cents, avec l'approbation du maire William O'Dwyer. Le tarif de cinq cents était en place dans le système de métro depuis le 27 octobre 1904, une période de 45 ans, et était l'une des principales dispositions des contrats doubles. La ville de New York a été la dernière grande ville à avoir un tarif de cinq cents,,,. Le BOT a également créé quatorze nouveaux transferts gratuits entre les anciennes divisions de métro,. L'augmentation des tarifs a été avancée en raison de l'augmentation de la dette, de l'inflation de l'après-guerre, des dépenses pour de nouvelles lignes de métro, des équipements et des installations, et de la maintenance du système existant qui était en mauvais état,,. De plus, l'urbaniste Robert Moses a fait pression pour que l'augmentation des tarifs permette à la ville de consacrer davantage de fonds au développement des autoroutes, tandis que le dirigeant du Transport Workers Union of America, Michael J. Quill, a soutenu la hausse des tarifs afin de donner aux travailleurs du transport en commun une augmentation de salaire de 30 cents par heure. En 1950, le tarif des transports de surface BOT a également été porté à dix cents. Lors des premières augmentations de 1948, un tarif de douze cents avait été mis en place pour un trajet combiné en métro et en bus ou en trolley, mais il a été supprimé le 1er juillet 1952,.
Les hausses de tarifs n'ont pas eu pour effet d'augmenter les recettes du Board of Transportation pour compenser l'augmentation des coûts d'exploitation, tandis que l'utilisation du système a plafonné en raison de la culture automobile américaine et de la migration croissante vers les banlieues,. Après deux années d'excédent financier, le BOT a connu un déficit de 1,2 million de dollars US en 1950, et un déficit de 24,8 millions de dollars US en 1952. Le BOT a également été critiqué en raison de l'influence de la politique sur l'organisation, du contrôle direct du conseil d'administration par le maire et de l'utilisation du budget de fonctionnement de la ville pour subventionner les opérations de transit,. En mars 1953, l'assemblée législative de l'État de New York a créé la New York City Transit Authority (NYCTA), une autorité publique sans contrôle direct d'un bureau politique, dont les membres sont nommés par le gouverneur et le maire. Le gouverneur Dewey a signé le projet de loi approuvant la création de la TA en tant que loi le 20 mars 1953,. Le 15 juin 1953, l'exploitation du système de transit de la ville de New York a été confiée à la Transit Authority, le Board of Estimate louant le système à l'AT pour une période de dix ans. Le Board of Transportation, quant à lui, a été dissous,. La nouvelle autorité de transit a été conçue sur le modèle de l'autorité portuaire existante de New York et du New Jersey et de la Triborough Bridge and Tunnel Authority, cette dernière faisant également partie de la MTA.